# 평리다개로
평리다개로(Pyeongridagae-ro)는 울산광역시 울주군 언양읍 중심부를 연결하는 도로이다.

## 노선 경로
- 평리입구 - 반구대로 (국도 제35호선)
- 사거리 명칭 미상 - 찻골로
- 고래샘1길과 직결